# 吉馬
吉馬（又译季马，英文：Jimma 或 Jima）是埃塞俄比亞西南部的最大城市，由奥罗米亚州管辖，座標7°40′N 36°50′E / 7.667°N 36.833°E。根據埃塞俄比亞中央統計局2005年的普查資料，吉馬人口約159,009，其中男性80,897人，女性78,112人。